# SC Winterthur

Logo des SC Winterthur

Der Schwimmclub Winterthur (abgekürzt SC Winterthur) ist ein 1923 gegründeter Schweizer Schwimmsportverein aus Winterthur, der im Schwimmbad Geiselweid ansässig ist.
Der Verein ist in den Sparten Schwimmen (Schwimmkurse und Wettkampfschwimmen) und Wasserball aktiv. Die Wasserball-Damen wurden 2015 und 2016 Schweizer Meister. Einmal jährlich findet das Internationale Eulach-Meeting statt, dass am 25./26. Mai 2024 zum 52. Mal durchgeführt wird.

## Geschichte
Der Verein entstand in seiner heutigen Form am 18. Mai 1967 aus der Fusion des 1923 gegründeten Frauen-Schimmclubs und des 1924 gegründeten Herren-Schwimmclubs. 1976 folgte die Gründung der Wasserballabteilung. In den Jahren 1978 bis 1981 konnte Markus Peter für den SC Winterthur mehrere Schweizer Rekorde aufstellen.
1980 nahmen mit Nicole Schrepfer und Carole Brook zwei Schwimmerinnen des Vereins an den Olympischen Spielen 1980 in Moskau teil. Ebenfalls erschwamm sich Peter Müller den Rekord in 400 m Vierlagen. Mit insgesamt 23 Schweizermeistertiteln und 18 Schweizerrekorden war dieses Jahr das erfolgreichste der Vereinsgeschichte. 1982 wird erstmals ein Wasserspring-Wettkampf in Winterthur durchgeführt. 1984 nahm Carole Brook erneut an den Olympischen Spielen teil. 1985/86 konnte Marcel Krist für die Schweiz an der Schwimm-EM 1985 in Sofia und Schwimm-WM 1986 in Madrid teilnehmen.
In den frühen 2000er-Jahren sind vor allem die Frauen für den Verein erfolgreich, Luana Calore und Martina van Berkel erschwimmen für den Verein neue Schweizerrekorde, darunter 2005 den Schweizerrekord in der 4 × 100 m Delfin-Staffel. 2007 stiegen die Frauen im Wasserball erstmals in die Nationalliga A auf, 2010 schaffen das gleiche auch die Herren. 2014 nimmt Annick van Westendorp an der Schwimm-EM in Budapest Teil und die Frauen holen sich mit Meisterschaft und Cup das Double im Wasserball. Diesen Erfolg konnten die Wasserball-Frauen 2016 mit dem erneuten Gewinn des Titels und 2017 mit einem erneuten Cupsieg bestätigen. Ins Jahr 2014 fällt ebenfalls die Auflösung der Wasserspringsparte, nachdem der Verein keinen neuen Trainer mehr finden konnte.

## Schweizer Rekordhalter vom SCW
- Luana Calore, ehemalige Schweizer Rekordhalterin im 100 m Lagenschwimmen (Kurze Bahn)
- Carole Brook, ehemalige Schweizer Rekordhalterin im 100 sowie 200 m Schmetterlingsschwimmen (Lange Bahn)
- 4 × 100 m Delphin Damen: Schwimmclub Winterthur (Kurze Bahn, seit 2005)